# Рудалца (Олбија-Темпио)
Рудалца је насеље у Италији у округу Сасари, региону Сардинија.
Према процени из 2011. у насељу је живело 288 становника. Насеље се налази на надморској висини од 50 м.